# Salsa (dans)

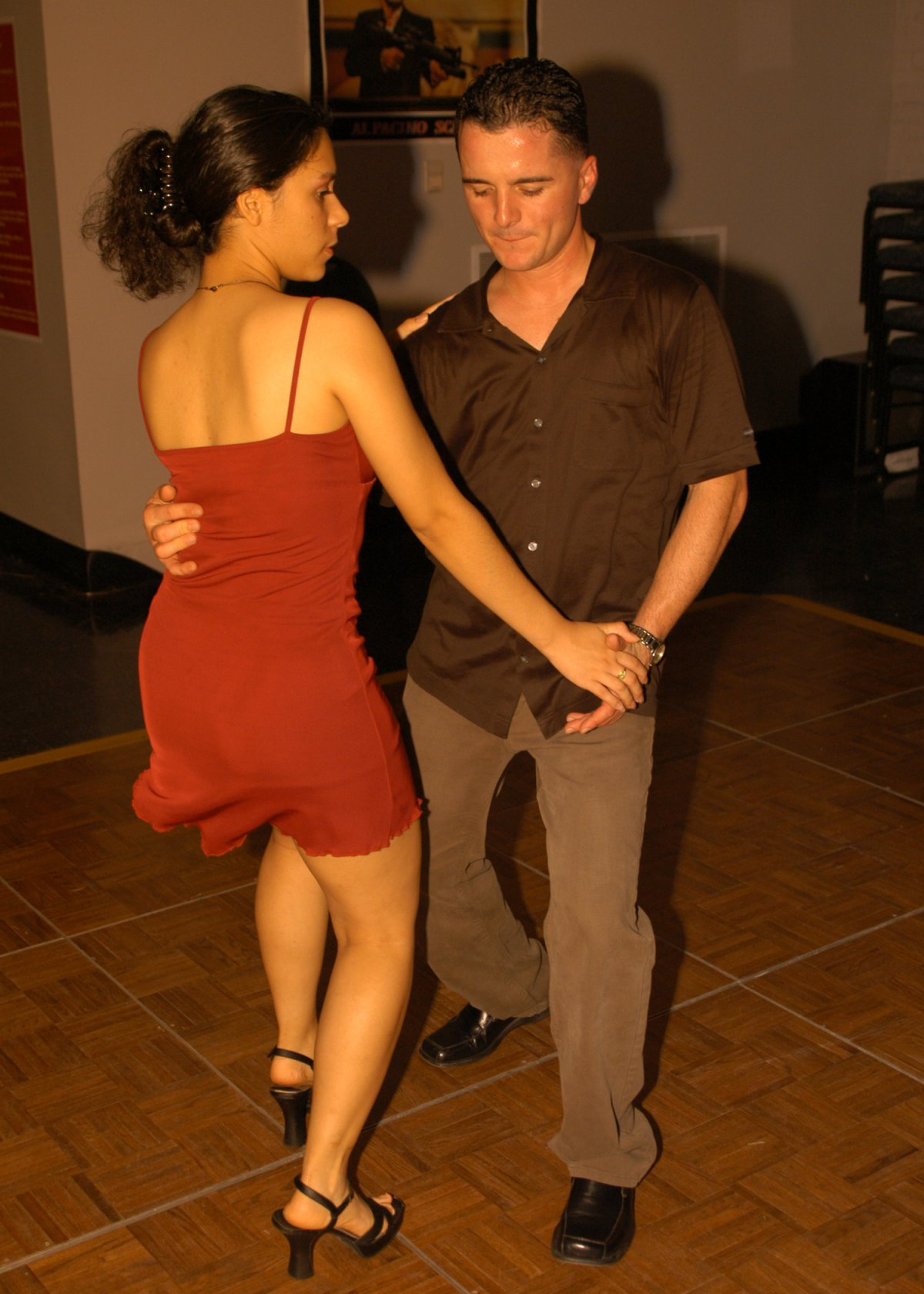
De salsa dansen.

Salsa is een zeer populaire dans van hoofdzakelijk Cubaanse oorsprong. De naam komt van een populair radioprogramma gesponsord door een fabrikant van pikante tomatensaus.

## Algemeen
Salsa wordt gedanst op salsamuziek.
Vroeger werd er in Nederland alleen rechtsvoor (Antilliaanse stijl) gedanst. Maar tegenwoordig zijn er verschillende manieren om salsa te dansen: op de eerste tel (op de een; de zogenaamde Cubaanse, Casino, Puerto Ricaans of LA-stijlen), op de tweede tel (de zogenaamde New York-stijl, nauw verwant aan de mambo), op de 3e tel (veel Antillianen dansen op de 3e) of op de 4e tel (o.a. de son wordt op de 4e tel gedanst). Maar dit allemaal met linksvoor.
Anders dan de Cubaanse, casino, Puerto Ricaans, LA-stijl en de New York-stijl salsa, die voor-achterwaarts in een lijn gedanst worden, wordt de Colombiaanse salsa zijwaarts en ter plaatse gedanst net zoals o.a. de Venezolaanse salsa. Bij de Colombiaanse salsa (Cali) wordt er geen rust gehouden. De rust of pauze wordt vervangen door extra stappen.
Salsa is geen statische stijl maar legt de nadruk op beweging. Dat betekent ook dat er geen vaste volgorde is waarin wordt gedanst. De man leidt en bepaalt aan de hand van de muziek de figuren. Er wordt niet over de vloer bewogen maar alles wordt ter plaatse gedanst. Ingewikkelde figuren met de armen zijn typisch voor de salsa. De voeten doen alleen de basispas met enkele beperkte varianten.
Een set danspassen in een salsadans is onderverdeeld in 8 tellen verdeeld over twee maten van 4 tellen. Omdat de 4e en 8e tel vaak een rust is, wordt er vaak op de volgende manier meegeteld:
1, 2, 3... 5, 6, 7...

## Figuren
Een salsadans wordt opgebouwd uit verschillende figuren. Voor meer informatie en een lijst van mogelijke salsafiguren, zie het artikel dansfiguur.

## Rueda de Casino
Als de salsa in een kring wordt gedanst met twee of meer paren, is er sprake van Rueda de Casino, een dansvorm afgeleid van de casinostijl waarbij de paren een wiel (de rueda) vormen. Deze stijl is afkomstig uit Cuba. De leider van de rueda geeft in dat geval met specifieke termen (calls) of handgebaren de figuren aan die de dansers gezamenlijk moeten uitvoeren.
Er zijn enkele honderden figuren voor de Rueda de Casino, maar of en wanneer die worden ingezet, bepaalt de leider op basis van de muziek. Met geroepen termen of met handgebaren geeft hij aan welke figuren de groep moet uitvoeren. Ook hier is dus geen vaste choreografie.